# Kameane, Rokîtne
Kameane (în ucraineană Кам'яне) este localitatea de reședință a comunei Kameane din raionul Rokîtne, regiunea Rivne, Ucraina.

## Demografie
Componența lingvistică a localității Kameane
     Ucraineană (99,48%)
     Alte limbi (0,52%)
Conform recensământului din 2001, majoritatea populației localității Kameane era vorbitoare de ucraineană (99,48%), existând în minoritate și vorbitori de alte limbi.